# 早瀨雪未
早瀨雪未（日語：早瀬 雪未，2000年1月3日—），日本女性配音員。出身於東京都。

## 人物簡介
ARTSVISION所屬，日本播音演技研究所畢業。
興趣：攝影、電影鑑賞。特長：繪畫。
此外對轉蛋也有興趣，將來想要生產自己的轉蛋。

## 演出作品
※粗體字表示說明飾演的主要角色。

### 電視動畫
2016年
- Love Live! Sunshine!!（女學生）

2019年
- 荒野的壽飛行隊（舞者）

2020年
- 掠奪者（住谷愛純）
- 哆啦A夢 (水田山葵版)（合唱團）
- Lapis Re:LiGHTs（拉杜拉[5]）
- 蠟筆小新（送貨員）

2021年
- 開掛藥師的異世界悠閒生活～到異世界開藥房去～（米可特）

2024年
- 學姊是男孩（吉田美代）

### 電影動畫
2016年
- 劇場版 妖怪手錶：飛天鯨魚和雙重世界的大冒險喵！（人群）

2025年
- 電影版 學姊是男孩 雨過天晴（吉田美代[6]）

### 網路動畫
2024年
- 洛庫羅大冒險（洛庫羅[7]）

### 遊戲
2018年
- 問答RPG 魔法使與黑貓維茲（巧克拉朵爾）

2020年
- 世界遊戲大全51

2021年
- Lapis Re：LiGHTs ～這個世界的偶像會用魔法～（拉杜拉[8]）

2022年
- 蘇菲的鍊金工房2 ～不可思議夢的鍊金術士～（皮莉卡[9]）

### 外語配音
※作品依英文名稱及英文原名排序。

#### 電視影集
- 忍功大挑戰（英语：Flinch (game show)）（洛伊斯）
- 傳教士 (第2季)

### 電視節目
※記號表示說明網路電視。
- （2020年，YouTube）※
- 早瀨雪未、松岡美里的“如果雪未盡了最大的努力，即使她搞砸了也不會失望”（日语：早瀬雪未・松岡美里の“もしもゆきみさとがむちゃぶりを受けてもめげずに可愛く頑張った時”）（2021年4月23日－播出中，niconico動畫）※
- 早瀨雪未、松岡美里的“MOSHIKAWA”（日语：早瀬雪未・松岡美里の“もしかわ”）（2021年11月19日－播出中，從上面第16回起節目更名，niconico動畫、You Tube）※

## 音樂作品

### 角色歌曲
| 發行日期 | 標題                                             | 名義                  | 曲名                      | 備註                                                    |
| 2020年   | 2020年                                           | 2020年                | 2020年                    | 2020年                                                  |
| -------- | ------------------------------------------------ | --------------------- | ------------------------- | ------------------------------------------------------- |
| 2月5日   | START the MAGIC HOUR                             | Sugar Pockets         | 「」 「knockin' on baby」 | 《Lapis Re：LiGHTs ～這個世界的偶像會用魔法～》相關歌曲 |
| 7月8日   | 我們的STARTRAIL/星象館                           | Lapis Re:LiGHTS Stars | 「」                      | 電視動畫《Lapis Re：LiGHTs》片頭主題曲                  |
| 12月23日 | SKY FULL of MAGIC                                | Sugar Pockets         | 「」                      | 電視動畫《Lapis Re:LiGHTs》劇中插入歌                   |
| 12月23日 | SKY FULL of MAGIC                                | Sugar Pockets         | 「# BFF」                 | 《Lapis Re：LiGHTs ～這個世界的偶像會用魔法～》相關歌曲 |
| 12月23日 | SKY FULL of MAGIC                                | Lapis Re:LiGHTS Stars | 「」                      | 《Lapis Re：LiGHTs ～這個世界的偶像會用魔法～》相關歌曲 |
| 2022年   |                                                  |                       |                           |                                                         |
| 2月23日  | Sound of the Bell/SUGAR×LEMONADE                 | Sugar Pockets         | 「SUGAR×LEMONADE」        | 《Lapis Re：LiGHTs ～這個世界的偶像會用魔法～》相關歌曲 |
| 2月23日  | Sound of the Bell/SUGAR×LEMONADE Sugar Pockets盤 | Sugar Pockets         | 「」                      | 《Lapis Re：LiGHTs ～這個世界的偶像會用魔法～》相關歌曲 |

## 腳註

## 外部連結
- ARTSVISION公式官網的聲優簡介 （日語）
- 早瀨雪未、松岡美里的“MOSHIKAWA” （页面存档备份，存于） （日語）－廣播節目官網。
- 早瀨雪未的X（前Twitter） （日語）